# 韓龍雲
韓 龍雲（ハン・ヨンウン、かん りゅううん、朝鮮語: 한용운、1879年8月29日 – 1944年6月29日）は、朝鮮の詩人、僧侶。独立運動家。幼名は裕天（ユチョン、유천）。字は貞玉（チョンオク、정옥）。号は萬海(卍海)（マンヘ、만해）。死後の戒名は奉玩（ボンワン、봉완）。本貫は清州韓氏。

## 人物
忠清南道洪城郡生まれ。父の韓応俊は官吏として甲午農民戦争を討伐する立場にあったが、龍雲は家を出て東学党員となった後、仏教に関心を深めて1904年に出家した。1918年仏教雑誌『惟心』を発行。1919年の三・一独立運動のとき韓国仏教界を代表して独立宣言に署名し、3年間入獄した後、1931年に『仏教』誌を編集。
論著に『朝鮮仏教維新論』『仏教大典』『朝鮮独立の書』などがある。代表作の詩集に『ニムの沈黙』があり、タゴールに影響された口語詩で、韓国近代文学史において、重要な位置を占める。小説に『黒風』、『薄命』などがある。また、現代韓国の詩人高銀による『韓龍雲評伝』（1978年）がある。

## 関連文献
- 許油 (2003)：韓竜雲の生涯と思想小考『アジア・キリスト教・多元性』現代キリスト教思想研究会、1、pp.83-89．NAID 120000891165
- 「日本大百科全書」 1994 小学館
- 「ブリタニカ国際大百科事典」 1995 TBSブリタニカ